# 胤舜
胤舜（いんしゅん、天正17年〈1589年〉 - 正保5年1月12日〈1648年2月5日〉）は、江戸時代前期の僧、槍術家。奈良興福寺の子院・宝蔵院の院主。権律師禅栄房胤舜。覚禅房法印胤栄の弟子。

## 生涯
山城国の郷士の出身で、俗姓は満田氏。
先代・胤栄は十文字槍（鎌槍）を使う宝蔵院流槍術を創始したが、僧でありながら武事を業とするのは本意ではないとして、すべての武具を高弟の中村尚政に譲り、慶長12年（1607年）に死去した。その跡を継いだ胤舜は胤栄により武芸を習うことを禁じられていたが、宝蔵院は釈氏遺経でなく胤栄の槍術により知られる寺であり、自身も槍術を継ぐべきであると考え、胤栄の門弟だった奥蔵院という僧から学び、その極みに至ったという。
初代・胤栄は宝蔵院流における表9本・真位6本の合わせて15本の式目を定めていたが、胤舜はこれに加えて、裏11本の式目を制定した。
寛永6年（1629年）8月、および正保3年（1646年）3月、胤舜は将軍・徳川家光の前で技を披露した。
正保5年（1648年）1月12日、60歳で死去。覚舜房法印胤清が跡を継いだ。
胤舜の門弟としては、宝蔵院流下石派の祖の下石平右衛門三正が知られている。
また、『古老茶話』によると、胤舜が死去した前後の寛永（1624–1644年）末年から正保・慶安年間（1644–1652年）頃、江戸で槍の名手と呼ばれた人物が7人いたといい、その内の4人（高田又兵衛・下石平右衛門・不破慶賀・丸橋忠弥）は宝蔵院流だった。

## フィクションにおける登場例

### 小説
- 宮本武蔵（吉川英治）
- 魔界転生（山田風太郎）

### 漫画
- バガボンド（井上雄彦）
- 一騎当千（塩崎雄二）
- テンカイチ 日本最強武芸者決定戦（原作・中丸洋介、作画・あずま京太郎）

### アニメ
- 百花繚乱 サムライブライド

### ゲーム
- Fate/Grand Order
- 乙女剣武蔵[16]
- 剣豪3
- 戦国アスカZERO[17]
- 龍が如く 見参!